# Cacopsylla moscovita
Cacopsylla moscovita är en insektsart som först beskrevs av Andrianova 1948.  Cacopsylla moscovita ingår i släktet Cacopsylla och familjen rundbladloppor. Arten är reproducerande i Sverige. Inga underarter finns listade i Catalogue of Life.